# محوطه پیرژیه الف نه پشت
محوطه پیرژیه الف نه پشت در شهرستان رضوانشهر، بخش پره سر، روستای اندل واقع شده و این اثر در تاریخ ۳۰ تیر ۱۳۸۴ با شمارهٔ ثبت ۱۲۲۲۲ به‌عنوان یکی از آثار ملی ایران به ثبت رسیده است.